# Olympische Sommerspiele 1992/Radsport – Straßenrennen (Männer)
Das Straßenrennen der Männer bei den Olympischen Spielen 1992 in Barcelona fand am 2. August 1992 statt. 
Als Favoriten wurden vorab der Niederländer Erik Dekker und Lance Armstrong aus den Vereinigten Staaten gehandelt.
Insgesamt gingen 154 Athleten an den Start, von denen 84 das Rennen beendeten. Auf dem Sant Sadurní Cycling Circuit mussten insgesamt zwölf Runden mit je 16,2 Kilometer absolviert werden, was eine Gesamtdistanz von 194,4 Kilometern ergab. Nach der neunten Runden erfolgte ein Vorstoß einer neunköpfigen Ausreißergruppe, zu der 25 km vor dem Ziel noch Fabio Casartelli aus Italien und der Lette Dainis Ozols aufschließen konnten. In der vorletzten Runde setzten diese sich zusammen mit Dekker vom Hauptfeld ab, Im Schlusssprint um Gold siegte schließlich Casartelli gegenüber Dekker, der Silber gewann und Ozols, der sich die Bronzemedaille sicherte.

## Ergebnisse
| Rang | Athlet                         | Nation                        | Zeit (h) |
| ---- | ------------------------------ | ----------------------------- | -------- |
| 1    | Fabio Casartelli               | Italien                       | 4:35:21  |
| 2    | Erik Dekker                    | Niederlande                   | 4:35:22  |
| 3    | Dainis Ozols                   | Lettland                      | 4:35:24  |
| 4    | Erik Zabel                     | Deutschland                   | 4:35:56  |
| 5    | Lauri Aus                      | Estland                       | 4:35:56  |
| 6    | Andrzej Sypytkowski            | Polen                         | 4:35:56  |
| 7    | Sylvain Bolay                  | Frankreich                    | 4:35:56  |
| 8    | Arvis Piziks                   | Lettland                      | 4:35:56  |
| 9    | Raido Kodanipork               | Estland                       | 4:35:56  |
| 10   | Grant Rice                     | Australien                    | 4:35:56  |
| 11   | Lars Michaelsen                | Dänemark                      | 4:35:56  |
| 12   | Michel Lafis                   | Schweden                      | 4:35:56  |
| 13   | Urs Güller                     | Schweiz                       | 4:35:56  |
| 14   | Lance Armstrong                | Vereinigte Staaten            | 4:35:56  |
| 15   | Ángel Edo                      | Spanien                       | 4:35:56  |
| 16   | Darren Smith                   | Australien                    | 4:35:56  |
| 17   | Richard Groenendaal            | Niederlande                   | 4:35:56  |
| 18   | Christian Andersen             | Dänemark                      | 4:35:56  |
| 19   | Roland Meier                   | Schweiz                       | 4:35:56  |
| 20   | Davide Rebellin                | Italien                       | 4:35:56  |
| 21   | Tomokazu Fujino                | Japan                         | 4:35:56  |
| 22   | Jacek Mickiewicz               | Polen                         | 4:35:56  |
| 23   | Saulius Šarkauskas             | Litauen                       | 4:35:56  |
| 24   | Kiko García                    | Spanien                       | 4:35:56  |
| 25   | František Trkal                | Tschechoslowakei              | 4:35:56  |
| 26   | Gianni Vignaduzzi              | Kanada                        | 4:35:56  |
| 27   | Miloslav Kejval                | Tschechoslowakei              | 4:35:56  |
| 28   | Wanderley Magalhães Azevedo    | Brasilien                     | 4:35:56  |
| 29   | Peter Luttenberger             | Österreich                    | 4:35:56  |
| 30   | Steffen Wesemann               | Deutschland                   | 4:35:56  |
| 31   | Xavier Pérez                   | Andorra                       | 4:35:56  |
| 32   | Kevin Kimmage                  | Irland                        | 4:35:56  |
| 33   | Svyatoslav Ryabushenko         | Vereintes Team                | 4:35:56  |
| 34   | Claus Michael Møller           | Dänemark                      | 4:35:56  |
| 35   | Conor Henry                    | Irland                        | 4:35:56  |
| 36   | Simeon Hempsall                | Großbritannien                | 4:35:56  |
| 37   | Timm Peddie                    | Vereinigte Staaten            | 4:35:56  |
| 38   | Bjørn Stenersen                | Norwegen                      | 4:35:56  |
| 39   | Tang Xuezhong                  | Volksrepublik China           | 4:35:56  |
| 40   | Carlos Maya                    | Venezuela                     | 4:35:56  |
| 41   | Nathael Sagard                 | Kanada                        | 4:35:56  |
| 42   | Aleksandar Milenković          | Unabhängige Olympiateilnehmer | 4:35:56  |
| 43   | Juan Carlos Rosero             | Ecuador                       | 4:35:56  |
| 44   | Zhu Zhengjun                   | Volksrepublik China           | 4:35:56  |
| 45   | Lars Kristian Johnsen          | Norwegen                      | 4:35:56  |
| 46   | Hussein Monsalve               | Venezuela                     | 4:35:56  |
| 47   | Petro Koshelenko               | Vereintes Team                | 4:35:56  |
| 48   | Pascal Hervé                   | Frankreich                    | 4:35:56  |
| 49   | José Robles                    | Kolumbien                     | 4:35:56  |
| 50   | Federico Moreira               | Uruguay                       | 4:35:56  |
| 51   | Graeme Miller                  | Neuseeland                    | 4:35:56  |
| 52   | Héctor Palacio                 | Kolumbien                     | 4:35:56  |
| 53   | Arnolds Ūdris                  | Lettland                      | 4:35:56  |
| 54   | Andreas Langl                  | Österreich                    | 4:35:56  |
| 55   | Zbigniew Piąte                 | Polen                         | 4:35:56  |
| 56   | Georg Totschnig                | Österreich                    | 4:35:56  |
| 57   | Karsten Stenersen              | Norwegen                      | 4:35:56  |
| 58   | Csaba Steig                    | Ungarn                        | 4:35:56  |
| 59   | Brian Fowler                   | Neuseeland                    | 4:35:56  |
| 60   | David Cook                     | Großbritannien                | 4:35:56  |
| 61   | Matthew Stephens               | Großbritannien                | 4:35:56  |
| 62   | Jacques Landry                 | Kanada                        | 4:35:56  |
| 63   | Valter Bonča                   | Slowenien                     | 4:35:56  |
| 64   | Wang Shusen                    | Volksrepublik China           | 4:35:56  |
| 65   | Paul Slane                     | Irland                        | 4:35:56  |
| 66   | Aleksey Bochkov                | Vereintes Team                | 4:35:56  |
| 67   | Michael Andersson              | Schweden                      | 4:35:56  |
| 68   | Christian Meyer                | Deutschland                   | 4:35:56  |
| 69   | Pavel Padrnos                  | Tschechoslowakei              | 4:35:56  |
| 70   | Armin Meier                    | Schweiz                       | 4:35:56  |
| 71   | Mirco Gualdi                   | Italien                       | 4:35:56  |
| 72   | Rob Compas                     | Niederlande                   | 4:36:33  |
| 73   | Tom Bamford                    | Neuseeland                    | 4:36:41  |
| 74   | Sergio Tesitore                | Uruguay                       | 4:36:52  |
| 75   | Bob Mionske                    | Vereinigte Staaten            | 4:42:31  |
| 76   | Libardo Niño                   | Kolumbien                     | 4:44:05  |
| 77   | Glenn Magnusson                | Schweden                      | 4:44:32  |
| 78   | Radiša Čubrić                  | Unabhängige Olympiateilnehmer | 4:45:14  |
| 79   | Dschamsrangiin Öldsii-Orschich | Mongolei                      | 4:45:14  |
| 80   | Károly Eisenkrammer            | Ungarn                        | 4:52:07  |
| 81   | Scott Richardson               | Südafrika                     | 4:58:25  |
| 82   | Emili Pérez                    | Andorra                       | 4:58:25  |
| 83   | Dashjamtsyn Mönkhbat           | Mongolei                      | 5:02:11  |
| 84   | Kozo Fujita                    | Japan                         | 5:02:11  |
|      | Chesen Frey                    | Amerikanische Jungferninseln  | DNF      |
|      | Juan González                  | Andorra                       | DNF      |
|      | Neil Lloyd                     | Antigua und Barbuda           | DNF      |
|      | Robert Marsh                   | Antigua und Barbuda           | DNF      |
|      | Robert Peters                  | Antigua und Barbuda           | DNF      |
|      | Lucien Dirksz                  | Aruba                         | DNF      |
|      | Gerard van Vliet               | Aruba                         | DNF      |
|      | Biruk Abebe                    | Äthiopien                     | DNF      |
|      | Asmelash Geyesus               | Äthiopien                     | DNF      |
|      | Tekle Hailemikael              | Äthiopien                     | DNF      |
|      | Patrick Jonker                 | Australien                    | DNF      |
|      | Jamal Ahmed al-Doseri          | Bahrain                       | DNF      |
|      | Saber Mohamed Hasan            | Bahrain                       | DNF      |
|      | Jameel Kadhem                  | Bahrain                       | DNF      |
|      | Wim Omloop                     | Belgien                       | DNF      |
|      | Erwin Thijs                    | Belgien                       | DNF      |
|      | Michel Vanhaecke               | Belgien                       | DNF      |
|      | Douglas Lamb                   | Belize                        | DNF      |
|      | Michael Lewis                  | Belize                        | DNF      |
|      | Ernest Meighan                 | Belize                        | DNF      |
|      | Fernand Gandaho                | Benin                         | DNF      |
|      | Cossi Houegban                 | Benin                         | DNF      |
|      | Tonny Azevedo                  | Brasilien                     | DNF      |
|      | Hernandes Quadri               | Brasilien                     | 05:05:39 |
|      | Stefan Baraud                  | Cayman Islands                | DNF      |
|      | Dennis Brooks                  | Cayman Islands                | DNF      |
|      | Michele Smith                  | Cayman Islands                | DNF      |
|      | Miguel Droguett                | Chile                         | DNF      |
|      | Weng Yu-yi                     | Chinesisch Taipeh             | DNF      |
|      | Mobange Amisi                  | Demokratische Republik Kongo  | DNF      |
|      | Selenge Kimoto                 | Demokratische Republik Kongo  | DNF      |
|      | Ndjibu N’Golomingi             | Demokratische Republik Kongo  | DNF      |
|      | Emmanuel Magnien               | Frankreich                    | DNF      |
|      | Jazy Garcia                    | Guam                          | DNF      |
|      | Manuel García                  | Guam                          | DNF      |
|      | Martin Santos                  | Guam                          | DNF      |
|      | Aubrey Richmond                | Guyana                        | DNF      |
|      | Hussain Eslami                 | Iran                          | DNF      |
|      | Khosrow Ghamari                | Iran                          | DNF      |
|      | Hussain Mahmoudi Shahvar       | Iran                          | DNF      |
|      | Arthur Tenn                    | Jamaika                       | DNF      |
|      | Michael McKay                  | Jamaika                       | DNF      |
|      | Mitsuteru Tanaka               | Japan                         | DNF      |
|      | Armen Arslanian                | Libanon                       | DNF      |
|      | Vatche Zadourian               | Libanon                       | DNF      |
|      | Murugayan Kumaresan            | Malaysia                      | DNF      |
|      | Daschnjamyn Tömör-Otschir      | Mongolei                      | DNF      |
|      | Norberto Oconer                | Philippinen                   | DNF      |
|      | Domingo Villanueva             | Philippinen                   | DNF      |
|      | Faustin M'Parabanyi            | Ruanda                        | DNF      |
|      | Emmanuel Nkurunziza            | Ruanda                        | DNF      |
|      | Alphonse Nshimiyiama           | Ruanda                        | DNF      |
|      | Guido Frisoni                  | San Marino                    | DNF      |
|      | Medhadi al-Dosari              | Saudi-Arabien                 | DNF      |
|      | Saleh al-Qobaissi              | Saudi-Arabien                 | DNF      |
|      | Mohamed al-Takroni             | Saudi-Arabien                 | DNF      |
|      | Eleuterio Mancebo              | Spanien                       | DNF      |
|      | Wayne Burgess                  | Südafrika                     | DNF      |
|      | Malcolm Lange                  | Südafrika                     | DNF      |
|      | Realdo Jessurun                | Suriname                      | DNF      |
|      | Koku Ahiaku                    | Togo                          | DNF      |
|      | Komi Moreira                   | Togo                          | DNF      |
|      | Mikoš Rnjaković                | Unabhängige Olympiateilnehmer | DNF      |
|      | Robinson Merchán               | Venezuela                     | DNF      |
|      | Ali al-Abed                    | Vereinigte Arabische Emirate  | DNF      |
|      | Khalifa Bin Omair              | Vereinigte Arabische Emirate  | DNF      |
|      | Mansoor Bu Osaiba              | Vereinigte Arabische Emirate  | DNF      |
|      | Vincent Gomgadja               | Zentralafrikanische Republik  | DNF      |
|      | Obed Ngaite                    | Zentralafrikanische Republik  | DNF      |
|      | Christ Yarafa                  | Zentralafrikanische Republik  | DNF      |

## Weblink
- Ergebnisse in der Datenbank von Olympedia.org (englisch)